# Andrew Osagie
Andrew Osagie (ur. 19 lutego 1988 w Harlow) – brytyjski (angielski) lekkoatleta specjalizujący się w biegu średniodystansowym na dystansie 800 metrów.

## Sukcesy sportowe
W 2009 r. zdobył tytuł mistrza Wielkiej Brytanii do lat 23 oraz odpadł w eliminacjach młodzieżowych mistrzostw Europy. W 2010 r. zdobył tytuł halowego mistrza Wielkiej Brytanii, awansował do półfinału halowych mistrzostw świata w Dosze, zajął III miejsce w mityngu lekkoatletycznym Aviva Indoor Grand Prix w Birmingham  oraz awansował do półfinału igrzysk Wspólnoty Narodów w Nowym Delhi. W 2011 r. zdobył srebrny medal halowych mistrzostw Wielkiej Brytanii w Sheffield i zajął IV miejsce w halowych mistrzostwach Europy w Paryżu, a w sezonie letnim zdobył złoty medal mistrzostw Wielkiej Brytanii w Birmingham oraz był półfinalistą mistrzostw świata w Daegu. W 2012 r. zdobył w Stambule brązowy medal halowych mistrzostw świata, a w czerwcu został po raz kolejny mistrzem kraju. Finalista igrzysk olimpijskich w Londynie. W 2013 był piąty na mistrzostwach świata w Moskwie. Brązowy medalista halowych mistrzostw świata w Sopocie w 2014, po dyskwalifikacji Marcina Lewandowskiego.

## Rekordy życiowe
- bieg na 600 metrów (hala) – 1:16,45 – Glasgow 26/01/2013
- bieg na 800 metrów – 1:43,77 – Londyn 09/08/2012
- bieg na 800 metrów (hala) – 1:45,22 – Birmingham 15/02/2014
- bieg na 1000 metrów (hala) – 2:18,56 – Birmingham 19/02/2011
- bieg na 1500 metrów – 3:48,99 – Watford 29/07/2009
- bieg na milę – 4:09,53 – Newcastle 17/09/2011